# Hanazono

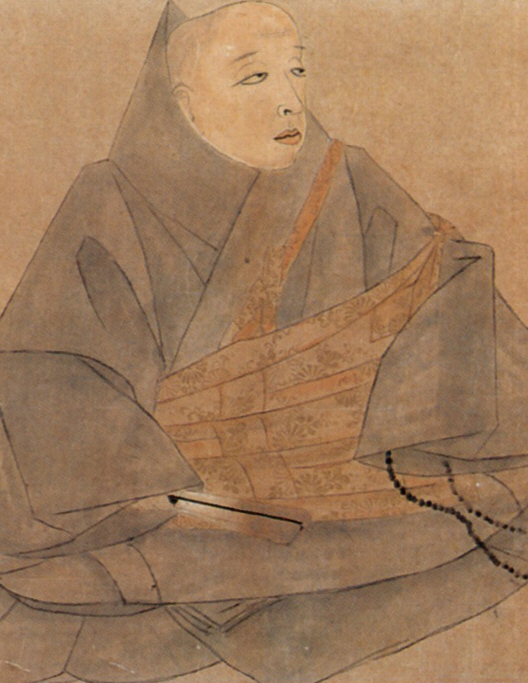
Emperador Hanazono.

L'emperador Hanazono (花园 天皇, Hanazono-Tennō, 14 d'agost del 1297 - 2 de desembre del 1348) va ser el 95è emperador del Japó, segons l'ordre tradicional de successió. Va regnar entre el 1308 i el 1318. Abans de ser ascendit al Tron de Crisantem, el seu nom personal (imina) era Príncep Imperial Tomihito (富仁 亲王, Tomihito-shinnō).

## Biografia
El Príncep Imperial Tomihito va assumir el tron imperial als deu anys, amb el nom d'emperador Hanazono, després de la sobtada mort del seu cosí tercer, l'emperador Go-Nijō, de la branca Daikakuji-tō a 1308.
El pare i el germà de l'emperador Hanazono, l'emperador Fushimi i l'emperador Go-Fushimi fungieren com emperadors enclaustrats durant el seu regnat.
En aquest període, es realitzen negocacions entre el shogunat Kamakura i les dues branques imperials, s'estableix l'acord Bunpō, on les dues branques s'alternarien el poder cada deu anys. Això no obstant, l'acord va ser trencat pel successor de l'emperador Hanazono, l'emperador Go-Daigo.
El 1318 abdica als vint anys, a favor del seu cosí tercer, l'emperador Go-Daigo de la branca Daikakuji-tō i germà de l'emperador Go-Nijō. Després de la seva abdicació, educa al seu nebot, el futur Pretendent del Nord, emperador Kogon.
El 1335 es converteix en un monjo budista zen.
Mor en 1348, a l'edat de 51 anys.
L'Emperador Hanazono desenvolupà el tanka, i va ser membre important de l'Escola Kyōgoku. Va escriure un diari anomenat Hanazono-in-Minki o Cròniques Imperials del Temple del Flor de Jardí (花园 院 宸 记).